# Gołota (góra)
Gołota (dawniej niem. Kohlen Berg, Kahlerberg lub Kohlerberg, po 1945 r. również Jastrzębiec) – góra ze szczytem na wysokości 707 m n.p.m. znajdująca się w Masywie Śnieżnika w Sudetach, na terenie Śnieżnickiego Parku Krajobrazowego.

## Geografia
Gołota stanowi zakończenie niewielkiego, bocznego grzbietu odchodzącego od Jawora, wznosząc się na zachodniej krawędzi Masywu Śnieżnika, nad Rowem Górnej Nysy pod Nową Wsią. Oddzielony jest krótką, ale stromą doliną potoku od północy od Zagrodnika i reszty masywu. Urwiste stoki w kierunku południa i południowego zachodu opadają do Domaszkowskiego Potoku, od wschodu do jego prawobrzeżnego dopływu.

## Geologia
Zbudowana jest ze skał gnejsowych należących do metamorfiku Lądka i Śnieżnika.

## Roślinność
W całości porośnięta mieszanym lasem, którego brzegiem przebiega granica Śnieżnickiego Parku Krajobrazowego.

## Inne
Ma szczycie Gołoty ustawiony jest krzyż.